# Город бестий
Город бестий (исп. La ciudad de las bestias) — приключенческая повесть чилийской писательницы Исабель Альенде, опубликованная в 2002 году, первая часть трилогии «Воспоминания орлицы и ягуара» (исп. Las memorias del Águila y el Jaguar). В основе сюжета лежит история о пятнадцатилетнем мальчике по имени Александр Койд, отправившемся в Амазонию и встретившем там индейцев и фантастических существ («бестий»). Повесть переведена на несколько языков, в том числе на русский.

## Сюжет
Александр Койд, пятнадцатилетний американский подросток, вынужден отправиться к бабушке в связи с тяжелой болезнью матери. Бабушка берёт его с собой в экспедицию в амазонские джунгли, где он встречает индейского шамана и открывает в себе мистические способности. После ритуала посвящения в индейском поселении «народа тумана» он вместе с Надей Сантос, девочкой, также связанной с шаманом, отправляется в скрытое от цивилизации поселение, «город бестий», реликтовых существ, живущих в изоляции от мира. Там он находит лекарство для больной матери. Возвратившись к народу тумана, он спасает племя от уничтожения охотниками за сокровищами. Перед расставанием и отлётом в США Надя передаёт Александру три «хрустальных яйца» — огромные алмазы, которые она смогла получить в городе бестий.

## Награды
В обзоре San Francisco Chronicle Book Review от 17 ноября 2002 года книга была отмечена в числе лучших приключенческих повестей для юношества.